# Hässelby Strands kyrka
Hässelby Strands kyrka hör till Hässelby församling i Stockholms stift och ligger vid Maltesholmstorget i Hässelby Strands centrum.

## Kyrkobyggnaden
Kyrkan med tillhörande församlingslokaler uppfördes 1968–1970 efter ritningar av arkitekt Oskar Fuchs. Lördagen den 19 december 1970 invigdes kyrkan av biskop Helge Ljungberg.
Kyrkobyggnaden har två våningar och en kvadratisk planform. Ytterväggarna är klädda med mörkrött tegel. Yttertaket är belagt med papp och kopparplåt.
Kyrkorummet är orienterat i sydostlig-nordvästlig riktning. På korväggen finns en altartavla som består av 35 silverglänsande reliefer av aluminium och som täcker upp 40 kvadratmeter. Kompositionen heter ”Varde ljus” och är utförd 1986 av skulptör Bertil Berggren Askenström.

## Inventarier
- Den ursprungliga orgeln med sex stämmor levererades 1970 av Grönlunds Orgelbyggeri i Gammelstad. 2006 ersattes den av en ny orgel från samma firma, om femton stämmor på två manualer och pedal, med franskromantiska förebilder.[1]

| Man I. Huvudverk    | Man II. Svällverk  | Pedal      | Koppel        |
| ------------------- | ------------------ | ---------- | ------------- |
| Principal 8'        | Borduna 8'         | Subbas 16' | II/I          |
| Flûte harmonique 8' | Gamba 8'           | Gedackt 8' | II/P          |
| Dubbelflöjt 8'      | Flöjt octaviant 4' | Fagott 16' | I/P           |
| Oktava 4'           | Octavin 2'         |            |               |
| Qvinta 3'           | Oboe 8'            |            | Fågelsång     |
| Oktava 2'           | Tremulant          |            | Cymbelstjärna |
| Trumpet 8'          |                    |            |               |

- Predikstolen är murad av tegel i en mångkantig form.
- Dopfunten, altaret och den fasta bänkinredningen är tillverkade av ek. Dopfatet av silver är tillverkat av Bertil Berggren Askenström och skänkt till kyrkan 1975.
- Kyrkklockorna är gjutna av Bergholtz klockgjuteri. De har slagtonerna a1 och c2.

### Webbkällor
- Hässelby församling
- byggnadspresentation
- anläggningspresentation